# Pole semantyczne
Pole semantyczne – suma znaczeń danego znaku językowego, obejmująca jego denotację i konotacje. Do pola semantycznego danego znaku językowego należą te znaki językowe, których kryterialne cechy semantyczne mieszczą się w jego konotacjach.
Przykładowo do pola semantycznego polskiego wyrazu pisać należy wyraz bazgrać, którego cechy kryterialne „niestarannie stawiać znaki” określają jedno z możliwych znaczeń wyrazu pisać.